# American Idiot (cançó)
American Idiot és el primer senzill de l'àlbum homònim de la banda estatunidenca de punk rock Green Day. És una cançó de protesta Va ser tret a la venda l'any 2004, i llavors va entrar la llista de Billboard Hot 100, en el lloc número 61.
La cançó va ser escrita pels tres membres de la banda i coproduïda per Rob Cavallo i per Green Day. American Idiot tracta assumptes del govern dels Estats Units, comandat per George W. Bush, amb temes sobre drets dels homosexuals, propaganda i mitjans publicitaris, entre d'altres.
Una de les dues cançons explícitament polítiques de l'àlbum (l'altra és el senzill "Holiday"), "American Idiot" diu que els mitjans de comunicació han orquestrat la paranoia i la idiotesa entre el públic. Citant la cobertura informativa per cable de la guerra de l'Iraq, Billie Joe Armstrong va recordar: "Tenien tots aquests periodistes a l'estil de Geraldo als tancs amb els soldats, entenent la història jugada a jugada". Va sentir que amb això, les notícies americanes van creuar la línia del periodisme als reality shows, mostrant imatges violentes intercalades amb anuncis. Armstrong va escriure la cançó després d'escoltar la cançó de Lynyrd Skynyrd "That's How I Like It" a la ràdio del seu cotxe. "Va ser com, 'Estic orgullós de ser un paleto ' i jo vaig pensar, 'Oh, Déu meu, per què estaries orgullós d'una cosa així?' Això és exactament contra el que estic."  El compositor Mike Dirnt va pensar que molta gent s'insultaria per la cançó fins que es van adonar que, en lloc de ser una cançó acusadora de ràbia, es podia veure com una "crida a la individualitat". La cançó emfatitza un llenguatge fort, juxtaposant les paraules "marica" i "Amèrica", per crear el que ell imaginava que seria una veu per als marginats.